# Tbilisica jachontovi
Tbilisica jachontovi är en insektsart som beskrevs av Dubovsky 1972. Tbilisica jachontovi ingår i släktet Tbilisica och familjen dvärgstritar. Inga underarter finns listade i Catalogue of Life.